# سنجاب بوته‌ای وینسنت
سنجاب بوته‌ای وینسنت (نام علمی: Paraxerus vincenti) نام یک گونه از سرده سنجاب بوته‌ای آفریقایی است.